# Stefano Turconi
Stefano Turconi (né en 1974 à Castellanza) est un dessinateur de bande dessinée italien qui travaille pour les marchés italien et français.
Époux de la scénariste Teresa Radice depuis 2005, il a réalisé avec elle de nombreuses histoires destinées aux enfants, telle la série Pippo Reporter pour Disney Italie de 2009 à 2015, aussi bien qu'au grand public, tel l'album Le Port des marins perdus (it) paru en 2015.

## Biographie
Stefano Turconi est né en 1974. Après un parcours scolaire dans un lycée d’art, il étudie la sculpture à l’Académie des beaux-arts de Brera, l’illustration et la bande dessinée à l’École supérieure de l'industrie des arts appliqués du Château des Sforza et le dessin à l’Académie Disney à Milan où il suit notamment les cours d'Alessandro Barbucci. À partir de 1997, il collabore aux périodiques publiés par Disney Italie : Topolibo, PKNA (it), Mickey Mouse Mystery Magazine et W.I.T.C.H.,.
En 2001, il fonde un studio avec Giovanni Gualdoni (it), dénommé Settemondi Studio, qui réalise des bandes dessinées notamment à destination de la France où elles seront éditées par Soleil Productions (Akamesh et Wondercity (it)) et les Éditions Paquet (Fantaghenna).
En 2004, il rencontre Teresa Radice, scénariste pour Disney Italie, qu'il épouse en 2005. Le couple réalise depuis lors ses bandes dessinées ensemble, tout d'abord avec seize épisodes de la série Pippo Reporter publiés dans Topolino entre 2009 et 2015, puis, après leur départ de Disney, avec Violette autour du monde (Viola giramondo), un album jeunesse publié en un volume en 2014 en Italie puis en France par les éditions Dargaud en trois volumes en 2015, qui remporte en 2014 en Italie le prix Carlo Boscarato de la meilleure bande dessinée pour enfants/adolescents.
En 2015, Teresa Radice et Stefano Turconi publient leur premier roman graphique, Le Port des marins perdus (Il Porto proibito), publié l'année suivante en France par Glénat, qui reçoit le prix Gran Guinigi du meilleur roman graphique du festival de bande dessinée de Lucques en 2015 et le prix Micheluzzi de la meilleure bande dessinée en 2016. Un second roman graphique paraît en 2017, Amour minuscule (Non stancarti di andare), publié en France l'année suivante par Glénat.
Les deux auteurs collaborent parallèlement à nouveau avec Topolino avec deux adaptations de classiques de la littérature transposés avec les personnages Disney. Tout d'abord LÎle au trésor (L'Isola del tesoro), avec Mickey et Dingo, d'après le roman éponyme de Robert Louis Stevenson, publié dans les nos 3094 à 3096 du magazine en mars 2015 et édité en album en Italie par Panini Comics en mars 2016, puis en France par Glénat dans la collection Disney by Glénat en septembre 2019. Ensuite, Orgoglio e Pregiudizio, avec Donald et Daisy, d'après le roman Orgueil et Préjugés de Jane Austen, publié dans les nos 3292 à 3294 du magazine en décembre 2018 et janvier 2019 et édité en album en Italie par Panini Comics en septembre 2020.
Teresa Radice et Stefano Turconi continuent également à réaliser des bandes dessinées pour la jeunesse avec l'album Tosca des Bois (Tosca dei Boschi) publié en un volume en Italie en 2018 et en trois volumes en France par Dargaud entre 2017 et 2019 et la série Orlando (Orlando Curioso) dont deux tomes sont parus en Italie et en France (chez Dargaud) en 2017 et 2018.
Depuis 2012, Stefano Turconi réalise également, directement pour le marché français, la série de gags Camomille et les Chevaux, sur scénario de Frédéric Brémaud qui signe sous le pseudonyme Lili Mésange, publiée par Bamboo Édition.
En 2019, Teresa Radice et Stefano Turconi décident de créer un spin-off de l'album Le Port des marins perdus, Les Filles des marins perdus (Le Ragazze del Pillar), qui est annoncé comme le premier tome d'une série et conte les aventures des prostituées du Pillar, la maison close pour marins de Plymouth figurant dans l'album Le Port des marins perdus, publié en Italie en 2019 et en France par Glénat en 2020.

## Analyse
Si Stefano Turconi reste graphiquement influencé par le style de l'Accademia Disney (it) qui l'a formé en ce qui concerne le dessin des animaux et la vivacité des personnages, il parvient à s'en détacher tout en conservant un trait léger et dynamique, et effectue un excellent travail sur les couleurs et les textures, livrant un dessin avec plus de finesse et véhiculant plus d'émotions.
Stefano Turconi utilise la technique du trait au crayon, « tantôt léger, tantôt appuyé, mais toujours aussi précis et évocateur », sans encrage, en couleurs directes « fines et vives », mettant en valeur son trait rond et doux, très expressif et d'une grande lisibilité, son jeu sur les cadrages et la dynamique des personnages créant un rythme soutenu.
Pour son premier roman graphique, Le Port des marins perdus, Stefano Turconi travaille sans couleurs, conservant son dessin crayonné en noir et blanc, un style graphique inspiré de celui retenu par Cyril Pedrosa pour Trois Ombres en 2007, un album qui l'a marqué. Ce parti pris, qui peut se justifier par le dynamisme et la justesse des expressions, peut désarçonner en laissant l'impression de se trouver en présence d'une simple ébauche avant encrage, mais la finesse du trait, jouant sur la suggestion, laisse ainsi au lecteur sa part de rêve.
Pour son second roman graphique, Amour minuscule, il revient à un travail en crayonnés mis en couleurs directes et réalise des planches sensibles et délicates, belles « comme ces rayons de soleil perçant les nuages au-dessus du port de Gênes à peine ébauché, qui inaugure l’album », rendant palpable, par son graphisme expressif, les émotions des personnages, créant des ambiances fortes et utilisant un jeu de couleurs et de hachures pour figurer graphiquement les déplacements temporels.

## Publications en français

### One Shot

#### La Petite Sirène
avec Hélène Beney et Brrémaud (scénario, d'après Hans Christian Andersen), Bamboo Édition
- Édition originale : 48 pages, 22,5 cm x 16,5 cm, coll. « Pouss' de Bamboo », 2014  (ISBN 978-2-8189-3160-8).
- Réédition : 48 pages, 23,5 cm x 17,5 cm, coll. « Ma première BD », 2021  (ISBN 978-2-81897-930-3).

#### Le Port des marins perdus
avec Teresa Radice (scénario), traduction de Frédéric Brémaud, Glénat, coll. « Treize étrange », 2016  (ISBN 978-2-344-01475-2)
En 1807, le capitaine Roberts recueille Abel, un jeune naufragé amnésique, qui navigue avec lui pendant quelque temps avant de revenir à terre où il lui présente les trois filles du commandant Stevenson, qui a disparu après avoir été accusé de trahison, lesquelles sont reniées par tout le village. Abel fait également la connaissance de Miss Riordan, la tenancière de la maison close, rongée par un secret. Abel va comprendre qu'il détient également un secret : il est un des seuls à voir au loin une île invisible, le port des marins perdus…
(publié en Italie sous le titre Il porto proibito (it), BAO Publishing, 2015)

#### Amour minuscule
avec Teresa Radice (scénario), Glénat, coll. « Treize étrange », 2018  (ISBN 978-2-344-02852-0)
Iris, dont les grands-parents ont fui le fascisme pour émigrer en Argentine il y a 80 ans, revient en Italie dans la maison familiale avec son compagnon Ismail. Elle apprend qu’elle est enceinte alors qu'Ismail est parti pour quelque temps dans son pays d'origine, la Syrie, pour revoir ses parents. En attendant, elle écrit des lettres à cet « amour minuscule » qu'elle porte en elle. Mais la Syrie a basculé dans le chaos et Ismail est enlevé. Une longue attente commence pour Iris, qui va en apprendre plus sur sa famille, notamment sur sa mère…
(publié en Italie sous le titre Non stancarti di andare, BAO Publishing, 2017)

#### LÎle au trésor
d'après Robert Louis Stevenson, avec Teresa Radice (scénario), Glénat, coll. « Disney by Glénat », 2019  (ISBN 978-2-344-03740-9)
Jim Mousekins, un jeune garçon qui habite en Angleterre dans l'auberge tenue par sa tante, découvre une carte au trésor. Il décide de partir à la recherche du trésor, accompagné par ses amis Horace Livesey et Adam Finawney. Dans cette aventure, il fait la connaissance de Long Pat Silver, un cuisinier avec une jambe de bois…
(publié en Italie sous le titre L'Isola del tesoro, Panini Comics, 2016)

#### La Terre, le Ciel, les Corbeaux
avec Teresa Radice (scénario), Glénat, coll. « Treize étrange », 2022  (ISBN 978-2-344-04888-7) - Sélection officielle du Festival d'Angoulême 2023
À la fin de l'hiver 1943, un soldat italien et un soldat allemand s'évadent d'une prison en Russie, emmenant avec eux un garde russe. Presque incapables de se comprendre, ils apprendront ce qui compte réellement, même lorsque la seule chose qui semble importante est de sauver leur vie…
(publié en Italie sous le titre La Terra, il Cielo, i Corvi, BAO Publishing, 2020)

### Séries

#### Akameshi
avec Giovanni Gualdoni (it), Soleil, coll. « Soleil levant » :
1. Le Chant de la mer, 2003  (ISBN 2-84565-473-1)
2. Les Fantômes du passé, 2004  (ISBN 2-84565-736-6)

#### Fantaghenna
1. Neige au 15 août, avec Guistina Porcelli et Giovanni Gualdoni, Paquet, 2005  (ISBN 2-940334-58-7).

#### Wondercity
avec Giovanni Gualdoni, Soleil, coll. « NG » :
1. Le Talent de Roary, 2006  (ISBN 2-84565-977-6).
2. Une ombre sur le collège, 2006  (ISBN 2-84946-503-8).
3. Le Feu du dragon, 2007  (ISBN 978-2-84946-610-0).
4. De la Terre à la Terre, 2007  (ISBN 978-2-84946-206-5).

#### Camomille et les Chevaux
avec Lili Mésange, couleurs de Hélène Lenoble, Hugo & Cie, coll. « Hugo BD » (tomes 1 à 5) puis Bamboo Édition, coll. « Hugo BD » :
1. Un amour d'Océan, 2012  (ISBN 978-2-7556-0939-4).
2. Sacré Pompon, 2012  (ISBN 978-2-7556-1120-5).
3. Poney game, 2013  (ISBN 978-2-7556-1168-7).
4. Les Champions, 2014  (ISBN 978-2-7556-1445-9).
5. Une superbe balade, 2015  (ISBN 978-2-7556-1445-9).
6. Vif comme l'éclair, 2018  (ISBN 978-2-8189-4508-7).
7. Que du vent, 2019  (ISBN 978-2-8189-6703-4).
8. La Vie au grand air, 2020  (ISBN 978-2-8189-7693-7).
9. Dans la joie jusqu'au cou, 2021  (ISBN 978-2-8189-7901-3).
10. Les Rois de la prairie, 2022  (ISBN 978-2-8189-9203-6).
11. Cheval de mer, 2023  (ISBN 978-2-8189-9747-5).

#### Léonid
avec Brrémaud, Soleil :
1. Les Deux Albinos, 2015  (ISBN 978-2-302-04748-8).
2. La Horde, 2016  (ISBN 978-2-302-05196-6).
3. Les Chasseurs, 2022  (ISBN 978-2-302-09129-0).

#### Violette autour du monde
avec Teresa Radice (scénario), Dargaud, coll. « Dargaud jeunesse »
série terminée
Violette est une jeune trapéziste qui vit dans un cirque avec sa famille. Changeant de villes, de pays et d'écoles au gré des déplacements du cirque, cette « citoyenne du monde » rencontre de nouveaux personnages (tels le peintre Henri de Toulouse-Lautrec ou le compositeur Antonín Dvořák) et vit des aventures…
1. Ma tête dans les nuages, 2015  (ISBN 978-2-205-07374-4)
2. La Symphonie du nouveau monde, 2015  (ISBN 978-2-205-07443-7)
3. En route pour l'Himalaya, 2015  (ISBN 978-2-205-07444-4)

(publié en Italie sous le titre Viola giramondo en un seul volume, Tunué, 2014)

#### Orlando
avec Teresa Radice (scénario), Dargaud, coll. « Dargaud jeunesse »
Orlando est un petit garçon qui vient habiter une petite île avec ses parents, qui ont choisi cet isolement pour se consacrer à l'écriture de leurs livres au calme. Orlando est curieux (le nom de la série en italien est d'ailleurs « Orlando Curioso / Orlando Curieux ») et explore les environs, s'intéressant aux mystères qui l'entourent : un dragon vivant dans un volcan, un voleur de chaussettes…
1. Le Secret du mont Soufflon, 2017  (ISBN 978-2-205-07672-1)

(publié en Italie sous le titre Orlando Curioso e il segreto di Monte Sbuffone, BAO Publishing, 2017)
2. Le Voleur de chaussettes, 2018,  (ISBN 978-2-205-07845-9)
(publié en Italie sous le titre Orlando Curioso e il mistero dei calzini spaiati, BAO Publishing, 2018)

#### Tosca des Bois
avec Teresa Radice (scénario) Dargaud, coll. « Dargaud jeunesse »
série terminée
Située au Moyen Âge, dans la ville imaginaire de Castelguelfo, en Toscane, la série conte les aventures de Lucilla, malheureuse fille du seigneur local qui est cloîtrée depuis toujours dans l'attente de son mariage avec le fils d’un baron voisin et de Rinalto et sa petite sœur Tosca, deux orphelins vivant dans la forêt qui ne gagnent leur vie qu'en effectuant de petits travaux occasionnels et grâce aux larcins perpétrés par Tosca. Alors que Rinalto souhaiterait vivre de sa poésie et de sa musique (comme leurs défunts parents qui étaient ménestrels), Tosca est une sorte de « Robin des Bois » qui prend le parti des plus faibles et se retrouve ainsi dans des situations invraisemblables. Les frère et sœur vont aider Lucilla à échapper au mariage forcé tout en déjouant des intrigues de Cour qui pourraient mener à une guerre…
1. Jeunes filles, Chevaliers, Hors-la-loi et Ménestrels, 2017  (ISBN 978-2-205-07678-3)
2. Complots, Fuites, Secrets et Enlèvements, 2018,  (ISBN 978-2-205-07780-3)
3. tome 3, 2019,  (ISBN 978-2-205-07929-6)

(publié en Italie sous le titre Tosca Dei Boschi en un seul volume, BAO Publishing, 2018)

#### Les Filles des marins perdus
avec Teresa Radice (scénario), Glénat, coll. « Treize étrange »
Les prostituées du Pillar, une maison close pour marins de Plymouth figurant dans l'album Le Port des marins perdus content tour à tour les histoires confiées par leurs amants d’un soir… 
1. Les Filles des marins perdus, 2020  (ISBN 978-2-344-01475-2)
2. Les Filles des marins perdus, 2023  (ISBN 978-2-344-05639-4)
3. Les Filles des marins perdus, 2025  (ISBN 978-2-344-06831-1)

(publié en Italie sous le titre Le Ragazze del Pillar, BAO Publishing, 2019)

## Récompenses et distinctions
- 2014 : Prix Carlo Boscarato de la meilleure bande dessinée pour enfants/adolescents du Treviso Comic Book Festival pour Violette autour du monde (avec Teresa Radice)[28]
- 2015 : Prix Gran Guinigi du meilleur roman graphique du festival de bande dessinée de Lucques pour Le Port des marins perdus (it) (avec Teresa Radice)[29]
- 2016 : Prix Micheluzzi de la meilleure bande dessinée du Napoli Comicon (it) pour Le Port des marins perdus (it) (avec Teresa Radice)[30]